# Formel Opel
Die Formel Opel, international auch als Formula GM Lotus bekannt, war eine vom Automobil-Konzern General Motors initiierte Rennwagenklasse für Monoposto-Rennwagen.

## Geschichte
Die Klasse wurde von GM 1988 als Markenpokal zur Nachwuchsförderung ins Leben gerufen. Die Fahrer starteten mit einheitlichen Fahrzeugen und aerodynamischen Hilfsmitteln wie Front- und Heckspoiler.
Die Teilnahme an der Serie war, verglichen mit anderen Rennserien, relativ günstig, jedoch kostenintensiver als die Formel Ford, Formel Junior oder Formel König. Die Formel Opel galt als Bindeglied zur Formel 3, da mit den Fahrzeugen im Gegensatz zu den voran genannten Formeln die Feinabstimmung der aerodynamischen Elemente wie Front- und Heckflügel trainiert werden konnte.
Erster Meister in der deutschen Serie wurde 1988 Heinz-Harald Frentzen.

## Technik der Einsatzgeräte
Die Fahrzeuge hatten ein einheitliches Gewicht von 465 kg. Als Chassis kam das 1988 von Reynard Motorsport entwickelte und in insgesamt 204 Exemplaren gebaute Reynard FVL Mark 1 Chassis zum Einsatz, das 1992 ein Mark 2 Upgradekit erhielt. Als Einheitsmotor kam der unter anderem im Opel Astra GSI verbaute 2-Liter-Motor von Opel, der 117 kW (160 PS) leistete, zum Einsatz.
Ab 1992 übernahm Schübel Motorsport in Deutschland die technische Betreuung der in der deutschen Serie zum Einsatz kommenden Fahrzeuge.

## Einsatzserien und -Wettbewerbe
(Soweit bekannt angegeben mit Einsatzjahren)
- EFDA Nations Cup (1990–1998)
- Formula Opel Euroseries (1988–1999)
- Deutsche Formel Opel Lotus Challenge (1988–1998)
- Österreichische Formel Opel Lotus Meisterschaft (1991–1992)
- Britische Formula Vauxhall Lotus Meisterschaft (1988–1997)
- Schwedische Formula Opel Lotus Meisterschaft
- Niederländische Formula Opel Lotus Meisterschaft
- Irische Formula Vauxhall Lotus Meisterschaft
- Brasilianische Formula Chevrolet Meisterschaft

Nach dem offiziellen  Ende der Unterstützung durch GM organisierten sich die Besitzer der zahlreichen noch existierenden Opel Lotus Chassis in diversen privat organisierten Einsatzserien.